# 菲利普·金 (雕塑家)

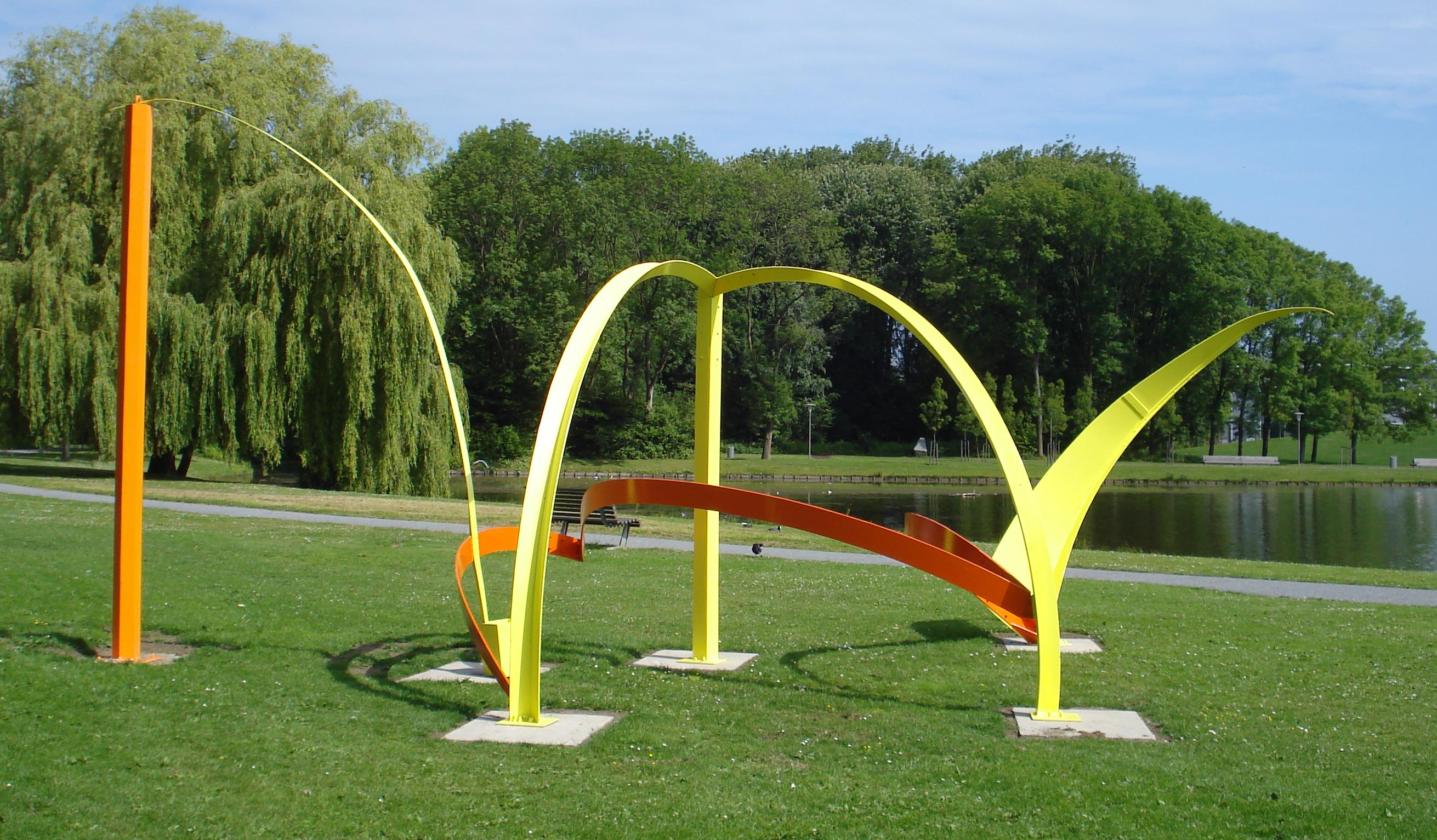
菲利普·金的《Quill》，1971年，鹿特丹

菲利普·金 PRA（Phillip King 1931年5月1日—）是一名英國雕塑家，1999年至2004年間任皇家藝術研究院院長。

## 生平
金出生於法屬突尼斯，曾在巴黎服兵役，1954年至57年間在劍橋大學基督學院學習，1957年至58年間在圣马丁艺术学院學習，師從安东尼·卡洛。
2010年，他獲得国际雕塑中心終身成就獎。

## 外部連接
- Phillip King on Flowers Gallery's website
- 维基共享资源上的相關多媒體資源：菲利普·金
- Entry for Phillip King （页面存档备份，存于） ，Union List of Artist Names